# Гвоздев, Александр Евгеньевич
Александр Евгеньевич Гвоздев (16.12.1954-13.05.2022) — российский учёный в области физики металлов, доктор технических наук, профессор, почётный работник высшего профессионального образования Российской Федерации.
Родился 16 декабря 1954 года в г. Евпатория (Крым).
В 1977 г. окончил с отличием Тульский политехнический институт по специальности «Материаловедение, оборудование и технология термической обработки металлов». По распределению работал инженером в лаборатории ОНИЛ-5 кафедры «Технология штамповочного производства».
В 1988 году окончил аспирантуру Института металлургии и материаловедения им. Байкова АН СССР и защитил диссертацию на тему «Сверхпластичность и структурообразование стали Р6М5 при диффузионном фазовом превращении и разработка технологии получения заготовки». Работал там же инженером и младшим научным сотрудником.
С 1990 г. преподавал и вёл научную деятельность в Тульском политехническом институте (с 1992 г. Тульский государственный технический университет, с 1995 г. Тульский государственный университет): ассистент, затем доцент кафедры «Вычислительная математика», с 1995 по 2002 г. начальник Научно-исследовательской части ТулГУ.
В 1997 году защитил докторскую диссертацию:
- Деформирование и структурообразование быстрорежущих сталей в условиях сверхпластичности : диссертация … доктора технических наук : 05.03.05. — Тула, 1997. — 501 с. : ил.

С 1998 года профессор кафедры «Физика металлов и материаловедение», с 2000 по 2007 год заведующий кафедрой.
С 2008 года профессор кафедры «Производство и ремонт ракетно-артиллерийского вооружения» Тульского артиллерийского инженерного института.
С 2013 г. главный научный сотрудник кафедры технологии и сервиса факультета технологий и бизнеса Тульского государственного педагогического университета им. Л. Н. Толстого.
Сфера научных интересов — сверхпластичность гетерофазных материалов.
Автор (соавтор)180 научных трудов, в том числе многих монографий.
Лауреат премий им. С. И. Мосина (1989), «Наследники Демидова» (1995), «Профессор года» (2018). Награждён медалью ВДНХ (1987).
Почётный работник высшего профессионального образования Российской Федерации (2003).
Сочинения:
- Производство заготовок быстрорежущего инструмента в условиях сверхпластичности / А. Е. Гвоздев. — М. : Машиностроение, 1992. — 175 с. : ил.; 20 см; ISBN 5-217-01471-7
- Технология металлов и сплавов. — Москва : Инфра-Инженерия, 2020. — [481] с.; ISBN 978-5-9729-0464-8
- Деформирование, структурообразование и разрушение быстрорежущих сталей в условиях сверхпластичности. — Тула : Тульский государственный университет, 2021.; ISBN 978-5-7679-4884-0
- О сверхпластичности многокарбидных структурнонеоднородных труднодеформируемых сталей : монография / А. Е. Гвоздев ; Министерство просвещения Российской Федерации «Тульский государственный педагогический университет им. Л. Н. Толстого», Институт металлургии и материаловедения им. А. А. Байкова РАН, Академия проблем качества Российской Федерации. — Тула : Изд-во ТулГУ, 2020. — 234 с. : ил., табл.; 21 см; ISBN 978-5-7679-4641-9 : 500 экз.
- Основы формирования состояния высокой деформационной способности металлических систем [Текст] / Гвоздев А. Е., Журавлев Г. М., Кузовлева О. В. ; Министерство образования и науки Российской Федерации, ФГБОУ ВО «Тульский государственный университет» [и др.]. — Тула : Изд-во ТулГУ, 2018. — 381 с. : ил., табл.; 20 см; ISBN 978-5-7679-4063-9
- Сверхпластичность и структурообразование стали Р6М5 для ресурсосберегающих технологий / А. Е. Гвоздев ; Федеральное агентство по образованию Российской Федерации, Гос. образовательное учреждение высш. проф. образования Тульский гос. ун-т, Ин-т металлургии и материаловедения им. А. А. Байкова РАН. — Тула : Тульский гос. ун-т, 2006. — 170 с. : ил., табл.; 21 см; ISBN 5-7679-0893-1
- Экстремальные эффекты прочности и пластичности в металлических гетерофазных слитковых и порошковых системах и композиционных материалах : монография / А. Е. Гвоздев, О. В. Кузовлева ; Министерство просвещения Российской Федерации, ФГБОУ ВО «Тульский государственный педагогический университет им. Л. Н. Толстого», Институт металлургии и материаловедения им. А. А. Байкова РАН [и др.]. — 3-е изд., испр. и доп. — Тула : ТулГУ, 2020. — 497 с. : ил., табл.; 20 см; ISBN 978-5-7679-4688-4
- Пластическая дилатансия и деформационная повреждаемость металлов и сплавов [Текст] / [Журавлев Г. М., Гвоздев А. Е.] ; М-во образования и науки Российской Федерации, ФГБОУ ВПО «Тульский гос. ун-т» [и др.]. — Тула : Изд-во ТулГУ, 2014. — 113 с. : ил., табл., цв. ил.; 21 см; ISBN 978-5-7679-2805-7
- Технология конструкционных и эксплуатационных материалов [Текст] : учебник / [А. Е. Гвоздев и др.] ; М-во образования и науки Российской Федерации, ФГБОУ ВПО «Тульский гос. пед. ун-т им. Л. Н. Толстого» [и др.]. — Тула : Изд-во ТулГУ, 2016. — 350 с. : ил.; 20 см; ISBN 978-5-7679-3405-8 : 500 экз.
- Построение связанных полей для пластических сред : учебник / Г. М. Журавлев, А. Е. Гвоздев ; Министерство науки и высшего образования Российской Федерации, ФГБОУ ВО «Тульский государственный университет» [и др.]. — Тула : Изд-во ТулГУ, 2019. — 221 с. : ил.; 21 см; ISBN 978-5-7679-4363-0 : 500 экз.
- Технология металлов и сплавов [Текст] : учебник / [Н. Н. Сергеев, А. Е. Гвоздев, Н. Е. Стариков и др. ; под ред. Н. Н. Сергеева]. — Тула : Изд-во ТулГУ, 2017. — 489 с. : ил., табл.; 21 см; ISBN 978-5-7679-3777-6 : 500 экз.
- Обработка сталей и сплавов в интервале температур фазовых превращений [Текст] / Г. М. Журавлев, А. Е. Гвоздев ; М-во образования и науки Российской Федерации, Федеральное гос. бюджетное образовательное учреждение высш. образования «Тульский гос. ун-т» [и др.]. — Тула : Изд-во ТулГУ, 2016. — 319 с. : ил., табл.; 20 см; ISBN 978-5-7679-3553-6 : 500 экз.
- Быстрорежущие стали: сверхпластичность и рециклинг : монография / Е. В. Агеев, А. Е. Гвоздев ; Минобрнауки России, Федеральное государственное бюджетное образовательное учреждение высшего образования «Юго-Западный государственный университет», Минпросвещения России, Тульский государственный педагогический университет имени Л. Н. Толстого. — Курск : Университетская книга, 2022 (Курск). — 385 с. : ил.; 21 см; ISBN 978-5-907512-76-4 : 500 экз.
- Закономерности развития сверхпластичности стали Р6М5 при фазовых переходах I и II рода [Текст] : [монография] / [Гвоздев А. Е. и др.] ; М-во образования и науки РФ, Федеральное гос. бюджетное образовательное учреждение высш. проф. образования «Тульский гос. ун-т», Ин-т металлургии и материаловедения им. А. А. Байкова РАН, Акад. проблем качества РФ. — Тула : Изд-во ТулГУ, 2012. — 119 с. : ил., табл.; 20 см; ISBN 978-5-7679-2231-4
- Особенности поведения медных и алюминиевых проводников в различных условиях и состояниях / И. С. Кончакова, А. Е. Гвоздев ; Министерство просвещения Российской Федерации, «Тульский государственный педагогический университет им. Л. Н. Толстого», Институт металлургии и материаловедения им. А. А. Байкова РАН, Академия проблем качества Российской Федерации. — Тула : Изд-во ТулГУ, 2020. — 133 с. : ил., табл.; 20 см; ISBN 978-5-7679-4642-6 : 500 экз.
- Закономерности и причины изменения прочности, пластичности и структуры меди М1, латуни Л63, алюминия А95 и высокопрочного сплава В95 при термомеханических воздействиях : [монография] / [Гвоздев А. Е. и др.] ; М-во образования и науки РФ, ФГБОУ ВПО «Тульский гос. педагогический ун-т им. Л. Н. Толстого», ФГБОУ ВПО «Тульский гос. ун-т», Ин-т металлургии и материаловедения им. А. А. Байкова РАН, Акад. проблем качества РФ. — Тула : Изд-во ТулГУ, 2013. — 118 с. : ил., табл.; 21 см; ISBN 978-5-7679-2554-4
- Основы ресурсосберегающих процессов получения быстрорежущего инструмента [Текст] : [монография] / [Гвоздев А. Е., Стариков Н. Е., Сергеев Н. Н. и др.] ; Минобрнауки России, ФГБОУ ВО «Тульский государственный педагогический университет им. Л. Н. Толстого» [и др.]. — Тула : Изд-во ТулГУ, 2018. — 208 с. : ил., цв. ил.; 20 см; ISBN 978-5-7679-4204-6 : 500 экз.
- Расчет процессов обработки металлов давлением с применением метода конечных элементов / Е. М. Селедкин, А. В. Афанаскин, А. С. Пустовгар, А. Е. Гвоздев ; М-во образования Рос. Федерации. Тул. гос. ун-т [и др.]. — Тула : Тул. гос. ун-т, 2001. — 96 с. : ил.; 21 см; ISBN 5-7679-0263-1 : 100
- Особенности формирования структуры и свойств металлических сплавов системы «железо-углерод» при газолазерной резке / И. В. Минаев, А. Е. Гвоздев ; Министерство провсвещения Российской Федерации, Федеральное государственное бюджетное образовательное учреждение высшего образования «Тульский государственный педагогический университет имени Л. Н. Толстого», Федеральное государственное бюджетное учреждение науки «Институт металлургии и материаловедения имени А. А. Байкова РАН». — Тула : Издательство ТулГУ, 2021. — 347 с. : ил., табл.; 21 см; ISBN 978-5-7679-4862-8 : 500 экз.
- Теория пластичности дилатирующих сред [Текст] / Э. С. Макаров, А. Е. Гвоздев, Г. М. Журавлев ; М-во образования и науки Российской Федерации, ФГБОУ ВПО «Тульский гос. пед. ун-т им. Л. Н. Толстого» [и др.]. — Тула : Изд-во ТулГУ, 2015. — 336 с. : ил.; 20 см; ISBN 978-5-7679-3159-0 : 500 экз.
- Механические и коррозионные свойства термоупрочненного арматурного проката : монография / Н. Н. Сергеев, А. Е. Гвоздев, С. Н. Кутепов [и др.] ; Министерство просвещения Российской Федерации, ФГБОУ ВО «Тульский государственный педагогический университет имени Л. Н. Толстого». — Тула : Издательство ТулГУ, 2022. — 318 с. : ил., табл., цв. ил.; 20 см; ISBN 978-5-7679-5106-2 : 500 экз.
- Моделирование процессов ресурсосберегающей обработки порошковых, наноструктурных и композиционных материалов [Текст] : [монография] / [М. Х. Шоршоров, А. Е. Гвоздев, А. Н. Сергеев и др.] ; Министерство образования и науки Российской Федерации, ФГБОУ ВО «Тульский государственный педагогический университет им. Л. Н. Толстого» [и др.]. — Изд. 2-е, испр. и доп. — Тула : Изд-во ТулГУ, 2018. — 358 с. : ил., табл.; 20 см; ISBN 978-5-7679-4057-8 : 500 экз.
- Структуры неметаллических, металлических, порошковых и нанокомпозиционных материалов в различных условиях и состояниях [Текст] : учебное пособие / [А. Н. Сергеев, А. Е. Гвоздев, О. В. Кузовлева и др.] ; Министерство образования и науки Российской Федерации, ФГБОУ ВО «Тульский государственный педагогический университет им. Л. Н. Толстого» [и др.]. — Тула : Изд-во ТулГУ, 2017. — 209 с. : ил.; 20 см; ISBN 978-5-7679-3925-1 : 500 экз.
- Ресурсосберегающие технологии получения заготовок быстрорежущего инструмента : монография / А. Е. Гвоздев, И. В. Минаев, С. Н. Кутепов [и др.] ; Министерство просвещения Российской Федерации, ФГБОУ ВО «Тульский государственный педагогический университет им. Л. Н. Толстого» [и др.]. — Тула : Издательство ТулГУ, 2021. — 315 с. : ил.; 20 см; ISBN 978-5-7679-4913-7 : 500 экз.
- Технология конструкционных, эксплуатационных и инструментальных материалов [Текст] : [учебник] / [А. Е. Гвоздев, Н. Е. Стариков, Н. Н. Сергеев и др. ; под редакцией проф. Н. Н. Сергеева] ; Министерство образования и науки Российской Федерации, ФГБОУ ВО «Тульский государственный педагогический университет им. Л. Н. Толстого» [и др.]. — [2-е изд., доп.]. — Тула : Изд-во Тулгу, 2018. — 405 с. : ил., табл., цв. ил.; 20 см; ISBN 978-5-7679-4069-1 : 500 экз.
- Закономерности и механизмы развития пластичности в хроме, сплавах алюминия и меди при горячей деформации [Текст] : [монография] / И. В. Тихонова, Д. Н. Боголюбова, А. Е. Гвоздев ; М-во образования и науки РФ, Гос. образовательное учреждение высш. проф. образования «Тульский гос. ун-т», Ин-т металлургии и материаловедения им. А. А. Байкова РАН, Акад. проблем качества РФ. — Тула : Изд-во ТулГУ, 2011. — 210 с. : ил., табл.; 21 см; ISBN 978-5-7679-1966-6
- Малоотходные технологии получения инструмента из горячекатаных, порошковых и литых заготовок быстрорежущих сталей : монография / А. Е. Гвоздев, Н. Н. Сергеев, Н. Е. Стариков [и др.]; под ред. проф. Н. Н. Сергеева ; Министерство науки и высшего образования Российской Федерации, ФГБОУ ВО «Тульский государственный педагогический университет имени Л. Н. Толстого» [и др.]. — 2-е изд., испр. и доп. — Тула : Изд-во ТулГУ, 2019. — 281 с. : ил., табл., факс., цв. ил., факс.; 20 см; ISBN 978-5-7679-4386-9 : 500 экз.
- Порошковые инструментальные стали: деформация и рециклинг : монография / Е. В. Агеев, А. Е. Гвоздев, Е. В. Агеева ; Минобрнауки России, Федеральное государственное бюджетное образовательное учреждение высшего образования «Юго-Западный государственный университет», Минпросвещения России, Федеральное государственное бюджетное образовательное учреждение высшего образования «Тульский государственный педагогический университет имени Л. Н. Толстого». — Курск : Университетская книга, 2022 (Курск). — 405 с. : ил., табл.; 20 см; ISBN 978-5-907555-90-7 : 500 экз.
- Снижение износа и энергетических потерь на трение в оборудовании механической обработки посредством применения консистентных смазочных материалов : монография / Чулкин С. Г. Алексеев С П., Бреки А. Д., Гвоздев А. Е. ; Министерство науки и высшего образования Российской Федерации,… Федеральное государственное бюджетное образовательное учреждение высшего образования «Тульский государственный университет» [и др.]. — Тула : Изд-во ТулГУ, 2019. — 193 с. : ил., табл.; 21 см; ISBN 978-5-7679-4394-4 : 500 экз.
- Прочность и пластичность быстрорежущих сталей : монография / Е. В. Агеев, Р. А. Латыпов, О. В. Кузовлева, А. Е. Гвоздев ; Юго-Западный государственный университет, Московский политехнический университет, Российский государственный университет правосудия, Тульский государственный педагогический университет имени Л. Н. Толстого. — Курск : Университетская книга, 2022 (Курск). — 411 с. : ил.; 20 см; ISBN 978-5-907555-63-1 : 500 экз.
- Аномальные механические свойства некоторых металлических систем [Текст] : [монография] / [А. Е. Гвоздев, Н. Н. Сергеев, А. Н. Сергеев и др. ; под редакцией А. Е. Гвоздева] ; Министерство образования и науки Российской Федерации, Федеральное государственное бюджетное образовательное учреждение высшего образования «Тульский государственный педагогический университет имени Л. Н. Толстого» [и др.]. — Тула : Изд-во ТулГУ, 2018. — 148 с. : ил., табл.; 20 см; ISBN 978-5-7679-4048-6 : 500 экз.
- Прикладные задачи пластичности / Г. М. Журавлев, А. Е. Гвоздев, Е. М. Селёдкин ; Министерство науки и высшего образования Российской Федерации, Федеральное государственное бюджетное образовательное учреждение высшего образования «Тульский государственный педагогический университет им. Л. Н. Толстого» (ТГПУ им. Л. Н. Толстого), Федеральное государственное бюджетное образовательное учреждение высшего образования «Тульский государственный университет». — Тула : Изд-во ТулГУ, 2019. — 268 с. : ил., табл., цв. ил.; 20 см; ISBN 978-5-7679-4372-2 : 500 экз.
- Комплексный подход к моделированию ресурсосберегающих процессов обработки и фрикционного взаимодействия металлических систем [Текст] : [монография] / [А. Е. Гвоздев, Н. Н. Сергеев, И. В. Минаев и др. ; под ред. А. Е. Гвоздева] ; Министерство образования и науки Российской Федерации, Федеральное государственное бюджетное образовательное учреждение высшего образования «Тульский государственный педагогический университет им. Л. Н. Толстого» [и др.]. — Тула : Изд-во ТулГУ, 2017. — 231 с. : ил., табл., цв. ил., табл.; 20 см; ISBN 978-5-7679-3965-7 : 500 экз.
- Динамическое разрушение железобетонных композиционных конструкций / Г. М. Журавлев, В. Г. Теличко, Н. С. Куриев, А. Е. Гвоздев ; Министерство науки и высшего образования Российской Федерации, ФГБОУ ВО «Тульский государственный университет», ФГБОУ ВО «Тульский государственный педагогический университет им. Л. Н. Толстого». — Тула : Изд-во ТулГУ, 2020. — 179 с. : ил., цв. ил., табл.; 20 см; ISBN 978-5-7679-4583-2 : 500 экз.
- Структурные и фазовые превращения углеродистых сталей в различных условиях и состояниях : монография / А. В. Маляров, А. Е. Гвоздев, И. В. Минаев, И. В. Тихонова ; Министерство просвещения Российской Федерации, «Тульский государственный педагогический университет им. Л. Н. Толстого», Институт металлургии и материаловедения им. А. А. Байкова РАН, Академия проблем качества Российской Федерации. — 2-е изд., испр. и доп. — Тула : Изд-во ТулГУ, 2020. — 277 с. : ил., табл.; 20 см; ISBN 978-5-7679-4632-7 : 500 экз.
- Особенности работы, процессы упрочнения, структура, свойства и качество стальных зубчатых колес привода агрегатов двигателей внутреннего сгорания [Текст] : [монография] / [А. П. Навоев, А. А. Жуков, С. Н. Кутепов, А. Е. Гвоздев; под ред. А. Е. Гвоздева] ; Министерство образования науки и высшего образования Российской Федерации, ФГБОУ ВО «Тульский государственный педагогический университет имени Л. Н. Толстого», ФГБОУ ВО «Рыбинский государственный авиационный технический университет имени П. А. Соловьева» (Тутаевский филиал). — Тула : Изд-во ТулГУ, 2019. — 211 с. : ил., табл., цв. ил.; 20 см; ISBN 978-5-7679-4086-8 : 500 экз.